# Synchronous Data Link Control
SDLC (ang. Synchronous Data Link Control) – jest protokołem warstwy łącza danych modelu OSI, z którego wywodzi się HDLC. Został zaprojektowany przez IBM jako część architektury SNA.
Był pierwszym popularnym protokołem bitowym.
SDLC jest dostosowany do pracy pełnodupleksowym lub półdupleksowym z wykorzystaniem łączy dedykowanych lub komutowanych z synchroniczną transmisją danych. Możliwa jest też praca w systemie o konfiguracji punkt-punkt lub punkt- wiele punktów. W trybie niezrównoważonym mającym miejsce w sieci z konfiguracją wielopunktową jedna ze stacji jest stacją główną (nadrzędną), pozostałe zaś są podrzędne. Tryb zrównoważony pracy, definiowany np. w protokole HDLC, nie jest w SDLC realizowany. Przy dupleksowym trybie pracy stacja SDLC jest protokołem bardzo efektywnym, mając znacznie krótszą część organizacyjno-sterującą ramki niż protokoły BISYNC lub DDCMP.
W protokole SDLC wyróżnia się trzy typy ramek:
- ramka przekazu danych (informacyjna)
- ramka zarządzająca
- ramka nienumerowana

Ramki przekazu danych wykorzystywane są, zgodnie z nazwą, do przesyłania danych i ramki te są numerowane. Ramki zarządzające są z kolei używane do inicjowania przekazu danych i sterowania jego przebiegiem. Ramki nienumerowane stosowane są do ustalania trybu pracy stacji oraz zapewnienia gotowości ich funkcjonowania.
Do zabezpieczania ramek przed błędami stosowany jest standardowy kod cykliczny, generowany przez wielomian 16. stopnia (CRC-16) Zabezpieczenie to nie obejmuje samego CRC i flag.